# Gran Premi Santa Rita
El Gran Premi Santa Rita és una competició ciclista italiana d'un sol dia que es disputa anualment als voltants de Castelfidardo a la Província d'Ancona (Marques). Creada el 1979, està reservada a ciclistes amateurs i sub-23.

## Palmarès parcial
| Any   | Vencedor             | Segon                 | Tercer            |
| ----- | -------------------- | --------------------- | ----------------- |
| 1979  | Pierpaolo Prato      |                       |                   |
| 1980  | Alessandro Paganessi |                       |                   |
| 1981  | Ennio Salvador       |                       |                   |
| 1982  | Francesco Caneva     |                       |                   |
| 1983  | Alberto Volpi        |                       |                   |
| 1984  | Emilio Ravasio       |                       |                   |
| 1985  | Gianni Bugno         |                       |                   |
| 1986  | Maurizio Fondriest   |                       |                   |
| 1987  | Antonio Fanelli      |                       |                   |
| 1988  | Andrea Michelucci    |                       |                   |
| 1989  | Salvatore Criscione  |                       |                   |
| 1990  | Ivan Parolin         |                       |                   |
| 1991  | Mauro Bettin         |                       |                   |
| 1992  | Paolo Fornaciari     |                       |                   |
| 1993  | Oscar Pozzi          |                       |                   |
| 1994  | Ermanno Brignoli     |                       |                   |
| 1995  | Sergio Previtali     |                       |                   |
| 1996  | Sauro Gallorini      |                       |                   |
| 1997  | Alessandro Guerra    |                       |                   |
| 1998  | Pietro Caucchioli    |                       |                   |
| 1999  | Elvis Paris          |                       |                   |
| 2000  | Simone Fadini        |                       |                   |
| 2001- | No disputat          |                       |                   |
| 2011  | Moreno Moser         | Julián Arredondo      | Stefano Locatelli |
| 2012  | Mattia Pozzo         | Michele Simoni        | Stefano Di Carlo  |
| 2013  | Matteo Busato        | Gianluca Milani       | Nicola Dal Santo  |
| 2014  | Andrea Toniatti      | Simone Andreetta      | Matvei Nikitin    |
| 2015  | Mirco Maestri        | Leonardo Basso        | Marlen Zmorka     |
| 2016  | Nicola Bagioli       | Aleksandr Riabushenko | Leonardo Basso    |
| 2017  | Matteo Natali        | Aleksandr Riabushenko | Andrea Toniatti   |
| 2018  | Samuele Battistella  | Nicolò Rocchi         | Luca Colnaghi     |
| 2019  | Michele Corradini    | Francesco Di Felice   | Daniel Smarzaro   |
| 2020  | suspesa              |                       |                   |
| 2021  | Michael Belleri      | Alex Tolio            | Riccardo Verza    |
| 2022  | Michael Belleri      | Francesco Busatto     | Samuele Zambelli  |
| 2023  | Giosuè Epis          | Martin Nessler        | Federico Biagini  |
| 2024  | Kyrylo Tsarenko      | Giovanni De Carlo     | Nahom Zerai       |
| 2025  | Francesco Parravano  | Matteo Ambrosini      | Alex Tolio        |